# BMW M52
| M52                        | M52                                     |
| -------------------------- | --------------------------------------- |
|                            |                                         |
| Виробник:                  | BMW                                     |
| Марка:                     | M52                                     |
| Тип:                       | L6                                      |
| Робочий об'єм:             | 2.0–2.8 л 122–171 дюймів см3            |
| Конфігурація:              | L                                       |
| Циліндрів:                 | 6                                       |
| Клапанів:                  | 24                                      |
| Хід поршня:                | 66 мм (2.6 дюйма) 84 мм (3.3 дюйма) мм  |
| Діаметр циліндра:          | 80 мм (3.1 дюйма) 84 мм (3.31 дюйма) мм |
| Система живлення:          | Пряме впорскування                      |
| Охолодження:               | рідинне охолодження                     |
| Газорозподільний механізм: | DOHC, з VVT                             |
| Матеріал блоку циліндрів:  | Алюміній / Чавун                        |
| Матеріал ГБЦ:              | Алюміній                                |
| Тактність (число тактів):  | 4                                       |
| Рекомендоване паливо:      | Бензин                                  |

BMW M52 — рядний шестициліндровий бензиновий двигун DOHC, який випускався з 1994 по 2000 рік. Був випущений в E36 320i, щоб замінити M50. Двигун BMW S52 є високопродуктивним варіантом M52, який використовував американський і канадський ринок E36 M3 з 1996 по 1999 рік.
У 1998 році оновлення «технічного оновлення» (M52TU) включало додавання змінних фаз газорозподілу до випускного розподільного вала.
У 2000 році M52 був замінений на M54. Двигуни M52 і S52 входили до списку 10 найкращих двигунів світу з 1997 по 2000 рік.

## Дизайн
На більшості ринків M52 замінили чавунний блок двигуна M50 на легкий алюмінієвий блок двигуна. Однак більшість двигунів M52, вироблених для ринків Сполучених Штатів і Канади (за винятком тих, що використовуються в родстері BMW Z3), зберегли чавунний блок двигуна M50, тоді як інші автомобілі використовували новий алюмінієвий блок M52 із залізними гільзами.
Найбільша версія M52 — 2.8 літрів порівняно з 2,5 літрів для M50. Відповідно до пізніших версій M50, M52 використовує змінні фази газорозподілу на впускному розподільчому валу (називається « single-VANOS»). Червона лінія залишилася на рівні 6500 об/хв.

### Версії технічних оновлень
У 1998 році було випущено M52TÜ («Технічне оновлення»), яке додало змінні фази газорозподілу до випускного розподільного валу (так званий «подвійний VANOS»). Інші оновлення включали нову конструкцію дросельної заслінки з вбудованим двигуном ASC (контроль тяги) і блокуванням дросельної заслінки, переглянуті канали охолоджуючої рідини з додатковим заднім каналом для зливу та нову систему охолодження зі шлангами, що кріпляться, і окремим розширювальним баком плюс впускний колектор подвійної довжини (під назвою «DISA») і сталеві гільзи циліндрів (в алюмінієвому блоці), перенесені з попереднього M52, які замінили Nikasil у березні 1998 року.

## Моделі
| Двигун   | Переміщення           | потужність                         | Крутний момент                        | років          |
| -------- | --------------------- | ---------------------------------- | ------------------------------------- | -------------- |
| M52B20   | 1 991 см3 (121 дюйм3) | 110 кВт (148 к. с.) при 5900 об/хв | 190 Н⋅м (140 фунт⋅фут) при 4200 об/хв | 1994-1998 роки |
| M52TÜB20 | 1 991 см3 (121 дюйм3) | 110 кВт (148 к. с.) при 5900 об/хв | 190 Н⋅м (140 фунт⋅фут) при 3500 об/хв | 1998-2000 роки |
| M52TÜB24 | 2 394 см3 (146 дюйм3) | 135 кВт (181 к. с.) при 5800 об/хв | 240 Н⋅м (180 фунт⋅фут) при 3600 об/хв | 1998-2000 роки |
| M52B25   | 2 494 см3 (152 дюйм3) | 125 кВт (168 к. с.) при 5500 об/хв | 245 Н⋅м (181 фунт⋅фут) при 3950 об/хв | 1995-1998 роки |
| M52TÜB25 | 2 494 см3 (152 дюйм3) | 125 кВт (168 к. с.) при 5500 об/хв | 245 Н⋅м (181 фунт⋅фут) при 3500 об/хв | 1998-2000 роки |
| M52B28   | 2 793 см3 (170 дюйм3) | 142 кВт (190 к. с.) при 5300 об/хв | 280 Н⋅м (210 фунт⋅фут) при 3950 об/хв | 1995-1998 роки |
| M52TÜB28 | 2 793 см3 (170 дюйм3) | 142 кВт (190 к. с.) при 5500 об/хв | 280 Н⋅м (210 фунт⋅фут) при 3500 об/хв | 1998-2000 роки |
| S52B32   | 3 152 см3 (192 дюйм3) | 179 кВт (240 к. с.) при 6000 об/хв | 325 Н⋅м (240 фунт⋅фут) при 3800 об/хв | 1996-2000 роки |

### M52B20
А 1 991 см3 (121 дюйм3) версія була представлена в 1994 році. Діаметр циліндра 80 мм (3,1 дюйм) і хід поршня дорівнює 66 мм (2,6 дюйм). Ступінь стиснення 11.0:1.
Застосування:
- 1994—1998 E36 320i
- 1995—1998 E39 520i

### M52TÜB20
«Технічне оновлення» 1998 року включало подвійний VANOS, який покращив крутний момент на низьких обертах.
Застосування:
- 1998—2000 E46 320i, 320Ci
- 1998—2000 E39 520i
- 1999—2000 E36/7 Z3 2.0i

### M52TÜB24
2.4 L. Тільки для тайського ринку. Діаметр циліндра 84 мм (3,3 дюйм), а хід поршня дорівнює 72 мм (2,8 дюйм).

### M52B25
А 2 494 см3 (152 дюйм3) версія, представлена в 1995 році. Виробляє 125 кВт (168 к. с.). Діаметр циліндра 84 мм (3,3 дюйм) і хід 75 мм (3,0 дюйм). Ступінь стиснення 10,5:1.
Застосування:
- 1995—1998 E36 323i
- 1995—2000 E36/5 323ti
- 1995—1998 E39 523i

### M52TÜB25
«Технічне оновлення» 1998 року включало подвійний VANOS, який покращив крутний момент на низьких обертах.
Застосування:
- 1998—2000 E46 323i, 323Ci
- 1998—2000 E39 523i
- 1998—2000 E36/7 Z3 2.3i

### M52B28
2 793 см3 (170 дюйм3) версія M52 дебютувала в 1995 році. Має діаметр 84 мм (3,3 дюйм), штрих 84 мм (3,3 дюйм) і виробляє 142 кВт (190 к. с.) . Ступінь стиснення 10,2:1.
Застосування:
- 1995—1999 E36 328i, 328is
- 1995—1998 E39 528i
- 1995—1998 E38 728i, 728iL
- 1997—1998 E36/7 Z3 2.8
- Land Rover Defender 1997—2000 (тільки для Південної Африки)

### M52TÜB28
«Технічне оновлення» 1998 року включало подвійний VANOS, який покращив крутний момент на низьких обертах.
Застосування:
- 1998—2000 E46 328i, 328Ci
- 1998—2000 E36/7/8 Z3 2.8
- 1998—2000 E39 528i
- 1998—2000 E38 728i

## S52
| S52                        | S52                                 |
| -------------------------- | ----------------------------------- |
|                            |                                     |
| Виробник:                  | BMW                                 |
| Марка:                     | S52                                 |
| Тип:                       | L6                                  |
| Робочий об'єм:             | 3.2 L (3,152 см/куб) 192 дюймів см3 |
| Конфігурація:              | L                                   |
| Циліндрів:                 | 6                                   |
| Клапанів:                  | 24                                  |
| Хід поршня:                | 89.6 мм (3.53 дюйма) мм             |
| Діаметр циліндра:          | 86.4 мм (3.40 дюйма) мм             |
| Система живлення:          | Пряме впорскування                  |
| Охолодження:               | рідинне охолодження                 |
| Газорозподільний механізм: | DOHC, з VVT                         |
| Матеріал блоку циліндрів:  | Алюміній / Чавун                    |
| Матеріал ГБЦ:              | Алюміній                            |
| Тактність (число тактів):  | 4                                   |
| Рекомендоване паливо:      | Бензин                              |

S52 є виссокопродуктивною версією M52, яка замінила S50B30US у оновленому (1996—1999) північноамериканському E36 M3.
Порівняно з європейським S50, S52 менш потужний. S52 також має більше спільного зі звичайним двигуном M52, ніж S50 з M50, наприклад, спільний блок двигуна (чавун, як у північноамериканських двигунах M52) і головка циліндра. Унікальним для S52 є діаметр отвору 86,4 мм (3,4 дюйм) і хід 89,6 мм (3,5 дюйм) для повного робочого об'єму 3152 куб. Ступінь стиснення 10,5:1. Інші оновлення в порівнянні з M52 включають полегшені розподільні вали (зі збільшеним підйомом і тривалістю), пружини клапанів і вихлопну систему.
S52 видає 240 к. с. (179 кВт) при 6000 об/хв і 236 фунт⋅фут (320 Н⋅м) крутного моменту при 3800 об/хв. S52 має червону лінію 7000 об/хв, тоді як M52 має 6500 частота обертів червона лінія.
Застосування:
- 1996—1999 E36 M3 (тільки для Канади та США)
- 1998—2000 E36/7/8 Z3M (тільки для Канади та США)